# Komárov (Olomouc)
Komárov (in tedesco Komarn) è un comune della Repubblica Ceca facente parte del distretto di Olomouc, nella regione di Olomouc.